# تيد بروملي
تيد بروملي (بالإنجليزية: Ted Bromley) هو مجدف أسترالي، ولد في 4 يوليو 1912، وتوفي في 12 أبريل 2004.

## وصلات خارجية
- تيد بروملي على موقع الاتحاد الدولي للتجديف (الإنجليزية)
- تيد بروملي على موقع اللجنة الأولمبية الدولية (الإنجليزية)
- تيد بروملي على موقع أوليمبيديا (الإنجليزية)
- تيد بروملي على موقع اللجنة الأولمبية الأسترالية (الإنجليزية)
- تيد بروملي على موقع اتحاد ألعاب الكومنولث (مؤرشف) (الإنجليزية)